# Lista över balettermer
Detta är en lista över balettermer. Många av balettermerna härstammar från franskan.

## A
- À la seconde - åt sidan eller i andra positionen. Man kan till exempel göra en battement tendu à la seconde, vilket innebär battement tendu åt sidan. Man kan placera fötterna à la seconde, vilket innebär att placera fötterna i den andra positionen. Kan också syfta på armarna i andra positionen.
- Adagio (franska adage, italienska ad agio, betyder "utan brådska") - betyder med lätthet eller avkopplat. En balettkombination som fokuserar på långsamma, graciösa rörelser och kroppskontroll. Adagio är första delen av en traditionell pas de deux.
- Air - luft. Se även en l'air.
- Allégro - snabb, livlig. En term som används för alla snabba rörelser.
- Allongé (från ballonger) - förlängt eller utsträckt. Refererar ofta till armarna.
- Andra armpositionen - som första armpositionen, men armarna isär.
- Andra fotpositionen - som första fotpositionen, men hälarna isär.
- Aplomb - är stabiliteten hos en position.
- Arabesque (betyder “på det arabiska sättet”) - en klassisk kroppsposition där kroppen bärs upp av ett ben med det andra benet utsträckt bakom kroppen med rakt knä. Det bakre benet kan antingen röra golvet (i tendu) eller lyftas upp i rät vinkel mot det bärande benet. De olika balettskolorna har många olika varianter av arabesquer. Se även attitude.
- Arbetande ben - det ben som utför en rörelse. Det andra benet är ståben.
- Arrière - är att röra sig baklänges, från publiken i en position. En arrière är att vara i luften och åka baklänges. Motsats: avant.
- Assemblé (från assembler som betyder “att sätta samman”) - en rörelse där den ena foten gör en battement glissé/degagé och flyger ut. Den andra foten följer efter under den första varvid dansaren utför ett hopp. Fötterna möts i luften (”sätts samman”) och dansaren landar med båda fötterna i golvet samtidigt. Hoppet kan utföras framåt, åt sidan eller bakåt.
- Attitude - en ställning lik arabesque med skillnaden att knät på det arbetande benet hålls böjt i 90-120 graders vinkel.
- Avant, en avant - är att röra sig framlänges, mot publiken. Motsats: arrière.

## B
- Balancé - är ett valsliknande steg där fötterna korsas. Se även pas de valse.
- Balancoire - en Balancoire = i gungning.
- Ballerina - är en klassiskt skolad kvinnlig dansare.
- Balletomane - en balettentusiast.
- Ballon - ett lätt, elastiskt hopp där dansaren studsar upp i luften, gör en rörelse och landar sedan mjukt för att sedan studsa upp igen, som en boll. Betecknar även förmågan att hänga kvar i luften.
- Battement (slående, slag) - en benrörelse med rakt eller böjt knä, se även grand battement och petit battement.
- Battement dégagé (dégager=lösgöra) - Cecchetti: en rörelse med sträckt ben där foten lyfts från 2 cm ända upp till 45 grader från golvet, beroende på stil. Ryska skolan: sträckning av foten till pointé framåt, bakåt eller åt sidan utan att dra tillbaka foten, d.v.s. en halv battement tendu.
- Battement fondu (fondre=smälta) - se Fondue
- Battement frappé (frapper=knacka, slå) - en battement där foten från sur le coup-de-peid, sträcks ut och slår mot golvet (den så kallade frappén).
- Battement glissé - Franska skolans benämning på Cecchettis Battement dégagé.
- Battement lent - en långsam battement som vanligen görs så högt som möjligt, vilket kräver styrka och kroppskontroll.
- Battement soutenu (soutenir=stödja) - Från första eller femte fotpositionen böjs ståbenet i demi-plié samtidigt som det arbetande benet glider framåt, bakåt eller åt sidan ut till dégagé. Därefter dras benet tillbaka samtidigt som ståbenet sträcks.
- Battement tendu (tendre=sträcka) - Cecchetti: en rörelse med sträckt ben från första, tredje eller femte positionen till andra eller fjärde. Båda knäna hålls raka. Foten lämnar aldrig golvet. Ryska skolan: som Cecchetti men foten förs tillbaka till ursprungspositionen.
- Battement tendu derrière (derrière=bakom) - Battement tendu bakåt.
- Battement tendu relevé (relevé=framför) - Battement tendu framåt.
- Battement tendu jeté - Ryska skolans benämning på Cecchettis Battement dégagé.
- Batterie - en serie av tekniker med hopp där fötterna korsas snabbt framför och bakom varandra vilket skapar en slageffekt i luften.
- Bras - armarna.
- Bras bas [Brah bah] - dansarens "lystring!". Armarna hålls nere och formar en cirkel. Handflatorna är vända mot varandra. Sidan på händerna är strax framför låren. Armarna skall hänga ganska löst men armbågarna får inte röra kroppen.
- Brisé - en rörelse liknande assemblé. Benet som sparkar framåt, bakåt eller åt sidan får kroppen att röra sig åt det hållet.
- Brisé volé - en "flygande" brisé.

## C
- Corps de ballet - betecknar de dansare vid ett balettsällskap som inte är solodansare.
- Cou-de-pied (fotens nacke) - foten placerad vid nedre delen av vaden. Även kallat coupé.
- Cambré - (av verbet cambrer = böja i bågform) Bakåt, framåt eller sidoböjning från midjan
- Changement de pied - Hopp. t.ex. från 5:e position till 5:e position där man byter fot för varje hopp.

## D
- Dégagé - att byta vikt från ena foten till den andra.
- Demi-hauteur -
- Demi-plié - en halv böjning av knäna, med hälarna i golvet. Se även plié och grand-plié.
- Demi-pointe - att dansa på halvtå (utan tåspetsskor).
- Demi-seconde - position för armarna. Halv 2:a, se andra positionen (armarna).
- Derrière - att ha det arbetande benet bakom kroppen eller bakom ståbenet. Motsats: Devant.
- Devant - att ha det arbetande benet framför kroppen eller framför ståbenet. Motsats: Derrière.
- Develope' - att först sätta benet i pasé, och sedan sträcka ut benet. Se även adagio.

## E
- Échappé (att fly) - fötterna öppnas från en stängd position till andra eller fjärde positionen.
- Échappé sautes - ett språng från femte positionen som slutar i en demi-plié i andra eller fjärde positionen.
- Échappé sur les pointes/demi-pointes - en échappé som görs med en relevé och som har raka knän i den öppna positionen.
- en bas - lågt eller nedåt.
- en l'air - i luften. En rörelse som utförs i luften.
- Entrechat - hopp, varunder fötterna byter position, upp till tio gånger är känt, dvs entrechat-dix, utfört av den polsk-ryske dansaren Wacław Niżyński under hans karriär.
- En pointe - dansa på tåspetsarna med hjälp av tåskor.

## F
- Femte armpositionen - båda armarna hålls lyfta över huvudet men är mjukt rundade.
- Femte fotpositionen - idealt är fötterna parallella, intill varandra med främre fotens häl vid bakre fotens tå och vice versa. Nybörjare och amatörer tillåts att ha fötterna inte helt parallella.
- Fjärde positionen (armarna) - den ena armen som i femte armpositionen, den andra som i andra armpositionen.
- Fjärde positionen (fötterna) - som femte positionen men fötterna något isär. Låren skall fortfarande röra vid varandra. Mellan fötterna ska rymmas en längd av en egen fot. Finns öppen och sluten variant. I den öppna är hälarna mitt för varandra och i den slutna är främre fotens häl i höjd med bakre fotens tå.
- Fondue - (Smältande) Kroppen sänks genom att knät på det bärande benet böjs.
- Frappé - att slå. Snabb och energisk rörelse där foten först är i en cou de pied, och sedan snabbt slås åt sidan.
- Första armpositionen - armarna hålls mjukt rundade framför kroppen i höjd med magen. Fingrar rör nästan vid varandra och skall inte spreta.
- Första fotpositionen - fötterna är häl mot häl och pekar idealt rakt ut åt respektive sida och bildar en rak linje. Nybörjare och amatörer tillåts ha fötterna häl mot häl i V-form, men så utåtriktade som möjligt.

## G
- Grand battement - en rörelse där benet lyfts högt upp i luften (så högt dansaren kan) och ner igen. Görs med lätthet, där resten av kroppen är stilla.
- Grand-plié - som demi-plié men dansaren går djupare ner. Hälarna reser sig från golvet i alla positioner utom andra. Se även plié.

## J
- Jeté - ett hopp från en fot där benet som utför rörelsen ser ut att blivit kastat. Finns många olika varianter, exempelvis petit jeté.

## K
- Katthopp - se Pas de chat

## P
- Pas de chat (betyder: kattens steg) - ett hopp där man lyfter ena benet i passé, därefter lyfter det andra, sedan landar på det första och följt av det andra.
- Pas de deux - (betyder: steg för två) - koreografi som involverar två dansare, oftast man och kvinna.
- Pas de valse (valssteg) -
- Pas de bourré - tre steg, "höger, vänster, höger" eller tvärtom. Går att göra framåt, till sidan eller bakåt.
- Passé - arbetande benet böjt med foten vid knät på ståbenet. Klassisk position vid piruetter.
- Petit battement - benrörelse där endast underbenet rör sig. Utgår ofta från cou-de-pied.
- Petit jetés - en jeté som startar i den femte positionen där det ena benet glider längs golvet till en position à la demi-hauteur. Den andra foten studsar upp från golvet och landningen görs i fondu på den första foten med den andra foten utsträckt i luften eller sur le cou-de-pied.
- Piqué - att med sträckt ben och fot sätta ner foten i golvet antingen genom att kort "dutta" fotspetsen i golvet för att snabbt lyfta det sträckta benet igen. Piqué kan också innebära att man för över vikten på det sträckta arbetande benet, exempelvis i pirouette piqué.
- Plié - att böja knäna i en av de fem positionerna, demi-plié = halv, där hälarna är kvar i golvet, och grand plié = stor.
- Poise - balans.
- Port de bras - en rörelse eller serie av rörelser där armen passerar flera positioner. Termen används även för en grupp av övningar som har för avsikt att få armarna att röra sig mer harmoniskt. Den grundläggande port de bras för armarna från bras bas, till första armposition, till andra armposition och tillbaka till bras bas. Den fullständiga port de bras för armarna från bras bas, till första, till femte, ner genom andra och tillbaka till bras bas. Exempel med musik: .
- Pirouette -  piruetten är en snurr från en position på båda fötterna, där man startar med en höjd fot eller i demi-plié. I en piruett är rotationen alltid 360 grader.

## R
- Relevé - gå upp på tå/halvtå
- Retiré - se passé
- Rond de Jambe - vrida ett rakt ben i en halvcirkel, t ex fram - sidan - bakåt

## S
- Sauté - hopp där man startar och landar på båda fötterna.
- Ståben - det ben som bär kroppsvikten. Det andra benet är arbetande ben.
- sur le cou-de-pied - se cou-de-pied
- soubresaut - hopp. från 5:e position, landa utan att byta position
- Sousou -  en relevé i 5:e position
- Soutenu -
- Spiral - vrida sig runt sin egen mitt eller snurra sig ned mot golvet eller upp från golvet. Kan finnas i ett luftsprång.

## T
- Tendu (tendre=sträcka) - vanlig förkortning för battement tendu.
- Tombé - fall, man för över kroppsvikten från ett ben till det andra.
- Tredje armpositionen - ena armen som i första armpositionen och den andra som i den andra armpositionen.
- Tredje fotpositionen - främre fotens häl vid den bakre fotens hålfot. Idealt skall fötterna vara helt utåtvridna så att fötterna är parallella med varandra. Nybörjare och amatörer tillåts ha fötterna i V-form, men så mycket utåtvridna som möjligt.
- Tutu - en ballerinas balettkjol.

## U
- Utåtvridning - En grundläggande teknik inom baletten där benen vrids utåt från höften och nedåt, vilket får ben, knän och fötter att peka utåt från kroppen.

### Webbkällor
- American Ballet Theatre - Ballet Dictionary
- Dance Dictionary
- Dansportalens balettordlista